# Vladimír Vačkář
Vladimír Vačkář (* 6. února 1949, Prostějov) je bývalý český dráhový cyklista, který se věnoval zejména tandemovým závodům (na pozici řidiče), zvláště ve dvojici s Miroslavem Vymazalem, s nímž se v 70. letech stali světovými hegemony této disciplíny. Získali spolu čtyři tituly mistrů světa (1973, 1974, 1977, 1978) a stali se vůbec prvními českými mistry světa v dráhové cyklistice. Na šampionátu v roce 1975 brali stříbro (navzdory tomu, že jejich soupeři ve finále byli nakonec diskvalifikováni - v té době se pořadí po diskvalifikaci neměnilo, jak se později stalo obvyklé). V roce 1979 přidali do sbírky medailí ze světového mistrovství ještě bronz. Stali se nejúspěšnějším tandemovým párem v dějinách. Působili spolu v Dukle Brno. K jejich smůle Mezinárodní cyklistická unie na prahu jejich největší slávy, po mnichovské olympiádě v roce 1972, vyřadila tandemy z programu olympijských her. Vačkář se zúčastnil her v Mnichově roku 1972 sólově, ve sprintu vypadl v osmifinále; v tandemu tehdy Československo ještě reprezentovali Ivan Kučírek a Vladimír Popelka (8. místo). Spolu s kolegou Vymazalem se čtyřikrát umístili v první desítce ankety Sportovec roku (1973 - 4. místo, 1974 - 6. místo, 1977 - 4. místo, 1978 - 5. místo). Vystudoval Fakultu tělesné výchovy a sportu v Bratislavě. Po skončení závodní kariéry se věnoval zejména trénování mládeže, vedl i juniorskou reprezentaci.